# Biogeografia microbica
La biogeografia microbica è un sottoinsieme della biogeografia, un campo di studio e ricerca sulla distribuzione degli organismi viventi nello spazio e nel tempo.

## Descrizione
La biogeografia è tradizionalmente focalizzata sulle piante e sugli animali, tuttavia recenti studi hanno ampliato questo campo per includere modelli di distribuzione dei microrganismi. L'estensione della biogeografia alle più piccole entità viventi è stata possibile grazie allo sviluppo delle più avanzate tecniche di biotecnologiche.
Lo scopo della biogeografia microbica è quello di rivelare dove i microrganismi vivono, a cosa è dovuta la loro abbondanza e le cause che favoriscono il loro sviluppo. La biogeografia microbica può quindi fornire una conoscenza dei meccanismi alla base che generano oppure ostacolano la biodiversità. La biogeografia microbica consente inoltre di prevedere le condizioni in cui alcuni organismi possono sopravvivere e come rispondono ai cambiamenti ambientali.